# Ołeksandr Kupalny
Ołeksandr Anatolijowycz Kupalny, ukr. Олександр Анатолійович Купальний (ur. 21 marca 1986 w Makiejewce) – ukraiński piłkarz grający na pozycji bramkarza.

## Kariera piłkarska

### Kariera klubowa
Wychowanek klubów Kiroweć Makiejewka i Szachtar Donieck, barwy których bronił w juniorskich mistrzostwach Ukrainy (DJuFL). Karierę piłkarską rozpoczął 25 maja 2005 w składzie Szachtar-2 Donieck. Najpierw występował w trzeciej i drugiej drużynie, dopiero 17 czerwca 2007 debiutował w Wyszczej lidze w meczu z Metałurhiem Zaporoże. Latem 2008 opuścił doniecki klub. Zimą 2000 grał w drużynie wolnych agentów Hermes Kujbyszewo. Od 2010 piłkarz amatorskiego zespołu Nowa-Luks Donieck.

### Kariera reprezentacyjna
W 2006 rozegrał jeden mecz w młodzieżowej reprezentacji Ukrainy.

## Sukcesy i odznaczenia

### Sukcesy klubowe
- wicemistrz Ukrainy: 2007